# Green Border
Green Border (Zielona granica) è un film del 2023 diretto da Agnieszka Holland.

## Trama
Nelle gelide foreste che ricoprono il confine tra la Bielorussia e la Polonia, teatro dal 2021 della crisi migratoria istigata dal governo bielorusso, si incrociano le vicende di una famiglia di rifugiati siriani che lotta per attraversare il confine, della loro compagna di viaggio afghana, di una giovane guardia di frontiera polacca che sta per avere un bambino e di un gruppo di attivisti che aiuta i migranti respinti al confine.

## Promozione
La prima clip del film è stata pubblicata da Variety il 29 agosto 2023, seguita lo stesso giorno dal trailer. Il trailer italiano è stato pubblicato il 5 gennaio 2024.

## Distribuzione
Il film è stato presentato in anteprima il 5 settembre 2023 all'80ª Mostra internazionale d'arte cinematografica di Venezia. È stato distribuito nelle sale cinematografiche polacche da Kino Świat a partire dal 22 settembre 2023. È stato distribuito nelle sale cinematografiche italiane da Movies Inspired a partire dall'8 febbraio 2024.

## Accoglienza
In seguito alla presentazione del film alla Mostra, il Ministro della giustizia polacco Zbigniew Ziobro ha accusato la regista di fornire un'immagine falsa e ingiuriosa della Polonia, scrivendo su Twitter: «Nel Terzo Reich, i tedeschi producevano film di propaganda che mostravano i polacchi come banditi e assassini. Oggi per questo c'è Agnieszka Holland».
In risposta la regista ha richiesto delle pubbliche scuse da parte di Ziobro e una donazione all'Associazione dei Bambini Vittime dell'Olocausto, sostenendo che queste dichiarazioni violassero i suoi "diritti personali", in quanto nipote di vittime dell'Olocausto e figlia di una partecipante alla rivolta di Varsavia. In caso contrario avrebbe intrapreso vie legali.

### Incassi
Il film ha incassato poco più di 4,1 milioni di dollari.

### Critica
Su Rotten Tomatoes 88 critici esprimono un gradimento del 93%, con un voto medio di 8.3/10; su Metacritic il voto medio di 29 critici è di 90/100.

## Riconoscimenti
- 2023 - Mostra internazionale d'arte cinematografica[10][11]
  - Premio speciale della giuria
  - Green Drop Award
  - Premio Arca CinemaGiovani al miglior film
  - Premio CinemaSarà della Cineteca Italiana
  - Premio di critica sociale "Sorriso Diverso Venezia Award" al miglior film straniero
  - Premio UNIMED per la diversità culturale
  - In concorso per il Leone d'oro
- 2023 - European Film Awards
  - Candidatura per il miglior film
  - Candidatura per la miglior regista ad Agnieszka Holland
  - Candidatura per la miglior sceneggiatura a Maciej Pisuk, Gabriela Łazarkiewicz-Sieczko e Agnieszka Holland
- 2025 – Premio Lumière[12]
  - Candidatura per la migliore coproduzione internazionale